# Vũ Mạnh Cường (người dẫn chương trình)
Vũ Mạnh Cường (sinh ngày 6 tháng 10 năm 1986) là một nam MC, VJ, nhà từ thiện, biên tập viên kiêm diễn viên người Việt Nam. Anh nổi tiếng với vai trò MC tại nhiều chương trình truyền hình, cầu truyền hình trực tiếp trong nước và được mệnh danh là “MC của các cuộc thi Hoa hậu”, đồng thời là MC Việt Nam duy nhất của Lễ trao giải Nghệ sĩ Châu Á (AAA). Trong những năm 2010, hình ảnh của anh từng xuất hiện dày đặc trên sóng truyền hình HTV trong vai trò là người dẫn chương trình. Hiện anh là người dẫn chính cho chương trình Tạp chí văn nghệ.

## Tiểu sử
Vũ Mạnh Cường sinh ngày 6 tháng 10 năm 1986 tại Nghệ An. Anh là con trai thứ 2 trong một gia đình có ba anh em. Đến năm 3 tuổi, gia đình anh chuyển vào sinh sống tại Thành phố Hồ Chí Minh và năm 5 tuổi cả gia đình lại chuyển về Tây Ninh lập nghiệp.

## Giáo dục
Khi hoàn thành bậc trung học, Vũ Mạnh Cường tiếp tục thi vào Trường Cao đẳng Kinh tế Đối ngoại chuyên ngành Xuất nhập khẩu. Sau đó anh tiếp tục học lên Đại học Kinh tế TP. Hồ Chí Minh và bước đầu hoạt động kinh doanh.
Anh cũng từng là sinh viên tại Đại học Sư phạm TP. Hồ Chí Minh và Đại học Sân khấu – Điện ảnh TP. Hồ Chí Minh.

## Sự nghiệp
Năm 2008, anh ứng tuyển vào vị trí MC tại Trung tâm Truyền hình Kỹ thuật số (VTC). Đây cũng chính là mối duyên khởi đầu với sự nghiệp MC hiện tại.
Năm 2010, anh được mời về cộng tác với Đài Truyền hình Việt Nam (VTV) và đảm nhận vai trò người dẫn nhiều chương trình. Sự nghiệp MC chuyên nghiệp của anh bắt đầu từ đây.
Cuối năm 2010, anh ra Hà Nội làm chương trình Ký sự Thăng Long – Ngàn năm thương nhớ cho HTV. Đây cũng là chương trình thành công tạo cơ hội cho anh được cộng tác với Đài Truyền hình Thành phố Hồ Chí Minh (HTV). Từ năm 2013 đến nay, anh là người dẫn chương trình Tạp chí văn nghệ trên HTV7 và HTV9.
Năm 2019, Vũ Mạnh Cường trở thành MC Việt duy nhất dẫn dắt Lễ trao giải AAA (Asia Artist Awards) cùng 4 nghệ sĩ nổi tiếng của Hàn Quốc bao gồm: Leeteuk (trưởng nhóm Super Junior), Lim Ji-yeon, Ahn Hyo-seop và Nancy (Momoland).
Vũ Mạnh Cường thường xuyên đảm nhận vai trò MC, biên tập viên cũng như vị trí giám khảo cho các chương trình truyền hình thực tế, ca nhạc, các cuộc thi Hoa hậu, chương trình truyền hình trực tiếp mang tầm quốc gia – quốc tế, talk show, chương trình thời sự chính luận, game show cũng như tích cực tham gia các chương trình thiện nguyện. Hiện anh còn là giảng viên khóa học MC của Viện Đào tạo Sen Vàng.

## Các chương trình đã tham gia
Đánh dấu sự thành công đầu tiên của anh trên con đường sự nghiệp là Ký sự Thăng Long - Ngàn năm thương nhớ phát trên VTV9, các chương trình truyền hình thực tế như Những nẻo đường đất nước, Dọc đường đất nước, 7 ngày vui sống… trên HTV7.

### Cuộc thi sắc đẹp
Vũ Mạnh Cường thường kết hợp với các người đẹp là Hoa hậu, Á hậu, người mẫu như: Á hậu Việt Nam 2008 Thụy Vân, Á hậu Quốc tế Thúy Vân, Hoa hậu Ngọc Diễm, Á hậu Hoàng Oanh, siêu mẫu Phương Mai, ca sĩ Ái Phương, Á hậu Kiều Loan…
- Người đẹp TP. Hồ Chí Minh 2014
- Hoa khôi Đồng bằng 2015
- Hoa hậu Việt Nam 2014, 2016, 2018, 2020 và 2022
- Hoa hậu Trái Đất Việt Nam 2016
- Miss World Vietnam 2019 & 2022
- Hoa hậu ASEAN
- Hoa khôi Sinh viên Việt Nam 2016, 2017, 2018 và 2019
- Hoa hậu Quốc gia Việt Nam 2024
- Hoa hậu Sinh viên Việt Nam 2024

### Chương trình đời sống
- 60 giây (VTV)
- Chuyện đêm muộn (VTV3)
- Hòa Bình Gọi (HTV)
- Radio
- Dân vận khéo
- Doanh nhân và thương hiệu
- Hội nhập và phát triển
- Câu chuyện hàng Việt

### Các chương trình khác
- Thách thức giới hạn (2024)
- Khánh thành hầm Thủ Thiêm
- Sự kiện Hozo 2019
- Nhiều lễ hội: Festival hoa, Festival nho farm, Festival bơ
- Cầu truyền hình Nối vòng tay lớn 2011
- Lễ Vinh danh đờn ca tài tử năm 2014
- Lễ trao giải AAA
- Nhịp cầu âm nhạc
- Chung kết Ngôi sao Phương Nam 2016
- Chung kết Người dẫn chương trình 2015
- Tuyệt đỉnh song ca…
- Giọng ca bí ẩn (mùa 2 - tập 6)
- Tình Bolero
- Tình khúc giao mùa
- Giờ thứ 9
- Hương vị sống
- Giọt nắng phù sa
- Tiếng hát Truyền hình
- Bước nhảy hoàn vũ (mùa 8 - tập 1) (VTV3)
- Ca sĩ bí ẩn (mùa 4 - tập 10)
- Ca sĩ bí ẩn - Làn sóng mới (mùa 5 - tập 28)
- Ca sĩ bí ẩn (mùa 6)
- Tết HTV 2024
- Hương sắc mùa xuân 2024
- Sàn đấu ngôi sao (tập 8)
- 12 con giáp - Tám chuyện thiên hạ (tập 18, 36, 43-50, 52)
- Úm ba la ra chữ gì? (mùa 5 - tập 4)
- Thành phố tình ca
- Giải chạy Pinkrun
- Sân khấu đầu tiên
- Hẹn hò cùng ngôi sao (tập 101)
- Gõ cửa nhà sao (mùa 3 - tập 16)
- Vì bạn xứng đáng (mùa 3 - tập 2)
- Chuyện của sao
- Chuyện tối cùng sao (tập 85)
- Sàn đấu ngôi sao (mùa 3 - tập 15)
- Truy tìm cao thủ (tập 134)
- Người nghệ sĩ đa tài (mùa 2)
- Hành trình văn hóa Việt
- Thứ 5 vui nhộn
- Giai điệu ước mơ

## Hoạt động xã hội
Anh hiện là Trưởng phòng Truyền thông của Quỹ Hoa Hoà Bình, một tổ chức phi chính phủ có liên kết với các đơn vị như Bộ Giáo dục và Đào tạo, Bộ Ngoại giao, Liên hiệp các tổ chức Hữu nghị Việt Nam, Ban Chỉ đạo Quốc gia khắc phục hậu quả bom mìn và chất độc hóa học sau chiến tranh ở Việt Nam (701), Hội Hỗ trợ khắc phục hậu quả bom mìn Việt Nam, Hội Nạn nhân chất độc da cam/đioxin Việt Nam...

## Giải thưởng
- Năm 2017: Á quân Quý ông lịch lãm (Mr. Tài Năng)[1]
- Năm 2018: Giải 3 Người Nghệ Sĩ Đa Tài[1]
- Năm 2019: Giải thưởng Nhân tài Đất Việt và Đại sứ cuộc thi “Người mẫu – Đại sứ áo dài Việt Nam 2019”.[8]
- Năm 2023: Giải Mai Vàng hạng mục "Người dẫn chương trình được yêu thích nhất" lần thứ 29 với chương trình Ca sĩ bí ẩn (mùa 6)[9]